# Paczków (Basse-Silésie)
Pour les articles homonymes, voir Paczków (homonymie).
Paczków est une localité polonaise de la gmina de Bierutów, située dans le powiat d'Oleśnica en voïvodie de Basse-Silésie.